# أبسوم الشرقية
قرية ابسوم الشرقية هي إحدى القرى التابعة لمركز كوم حمادة في محافظة البحيرة في جمهورية مصر العربية. حسب إحصاءات سنة 2006، بلغ إجمالي السكان في ابسوم الشرقية 4137 نسمة، منهم 2066 رجل و2071 امرأة.